# Campeonato Mundial de Piragüismo en Eslalon de 1995
El XXIV Campeonato Mundial de Piragüismo en Eslalon se celebró en Nottingham (Reino Unido) entre el 29 de agosto y el 3 de septiembre de 1995 bajo la organización de la Federación Internacional de Piragüismo.

## Medallistas

### Masculino
| Evento         | Oro | Plata | Bronce |
| -------------- | --- | --- | --- |
| K1 individual  | Oliver Fix · Alemania · 125,72 pts.                                                                                        | Scott Shipley Estados Unidos 127,09 pts.                                                                    | Jiří Prskavec · República Checa · 127,47 pts.                                                                         |
| C1 individual  | David Hearn Estados Unidos 134,86                                                                                          | Sören Kaufmann · Alemania · 135,72                                                                          | Michal Martikán · Eslovaquia · 135,97                                                                                 |
| C2 individual  | Krzysztof Kołomański · Michał Staniszewski · Polonia · 138,61                                                              | Frank Adisson Wilfrid Forgues Francia 139,09                                                                | Eric Biau Bertrand Daille Francia 140,25                                                                              |
| K1 por equipos | Jochen Lettmann · Thomas Becker · Oliver Fix · Alemania · 145,27                                                           | Fedja Marušič Marjan Štrukelj Andraž Vehovar Eslovenia 152,31                                               | Andrew Raspin Shaun Pearce Ian Raspin Reino Unido 153,41                                                              |
| C1 por equipos | Vitus Husek · Sören Kaufmann · Martin Lang · Alemania · 166,05                                                             | Danko Herceg · Zlatko Sedlar · Stjepan Perestegi · Croacia · 171,25                                         | Michal Martikán · Juraj Minčík · Juraj Ontko · Eslovaquia · 173,23                                                    |
| C2 por equipos | República Checa · Jiří Rohan / Miroslav Šimek · Petr Štercl / Pavel Štercl · Jaroslav Pospíšil / Jaroslav Pollert · 178,87 | Francia Emmanuel del Rey / Thierry Saïdi Frank Adisson / Wilfrid Forgues Eric Biau / Bertrand Daille 186,05 | Alemania · Michael Trummer / Manfred Berro · Rüdiger Hübbers / Udo Raumann · André Ehrenberg / Michael Senft · 187,85 |

### Femenino
| Evento         | Oro                                                              | Plata                                                         | Bronce                                                                       |
| -------------- | ---------------------------------------------------------------- | ------------------------------------------------------------- | ---------------------------------------------------------------------------- |
| K1 individual  | Lynn Simpson Reino Unido 140,81 pts.                             | Anne Boixel Francia 142,32 pts.                               | Kordula Striepecke · Alemania · 143,61 pts.                                  |
| K1 por equipos | Anne Boixel Myriam Fox-Jerusalmi Isabelle Despres Francia 175,82 | Lynn Simpson Rachel Crosbee Heather Corrie Reino Unido 180,64 | Evi Huss · Elisabeth Micheler-Jones · Kordula Striepecke · Alemania · 182,33 |

## Medallero
| Núm. | País            | Oro | Plata | Bronce | Total |
| ---- | --------------- | --- | ----- | ------ | ----- |
| 1    | Alemania        | 3   | 1     | 3      | 7     |
| 2    | Francia         | 1   | 3     | 1      | 5     |
| 3    | Reino Unido     | 1   | 1     | 1      | 3     |
| 4    | Estados Unidos  | 1   | 1     | 0      | 2     |
| 5    | República Checa | 1   | 0     | 1      | 2     |
| 6    | Polonia         | 1   | 0     | 0      | 1     |
| 7    | Croacia         | 0   | 1     | 0      | 1     |
| 7    | Eslovenia       | 0   | 1     | 0      | 1     |
| 9    | Eslovaquia      | 0   | 0     | 2      | 2     |
|      | TOTAL           | 8   | 8     | 8      | 24    |